# Mount Shennan
Mount Shennan ist ein 1522 m hoher Berg im ostantarktischen Mac-Robertson-Land. In der Athos Range der Prince Charles Mountains ragt er 6 km westlich des Farley-Massivs auf.
Luftaufnahmen der Australian National Antarctic Research Expeditions dienten seiner Kartierung. Das Antarctic Names Committee of Australia benannte ihn nach Kenneth John Kennan (* 1932), Dieselaggregatmechaniker auf der Mawson-Station im Jahr 1963.